# سوباسیش بوس
سوباسیش بوس (انگلیسی: Subhasish Bose؛ زادهٔ ۱۸ اوت ۱۹۹۵) بازیکن فوتبال است.
وی همچنین در تیم ملی فوتبال هند بازی کرده‌است.